# Haller (geslacht)

Wapenschild van de familie Haller

Haller (Duits: Haller von Hallerstein, Hongaars: hallerkői Haller) is de naam van een Duits en Hongaars-Zevenburgs adelsgeslacht van Duitse oorsprong.

## Geschiedenis

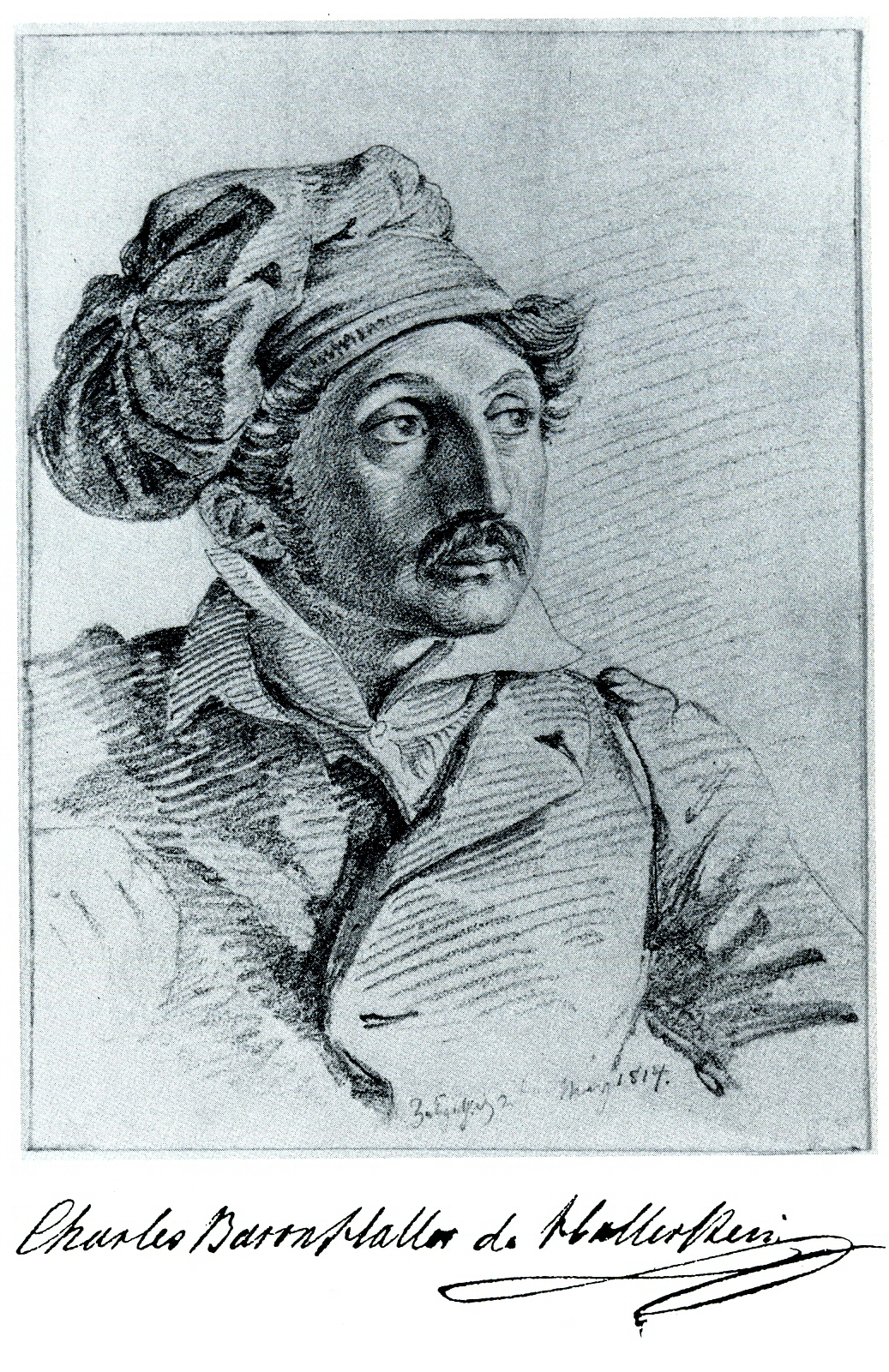
Carl Haller von Hallerstein, architect en een van de eerste Dutise archeologen in Griekenland

De Frankische familie Haller, een koopmansfamilie uit Neurenberg, duikt voor het eerst op in de geschiedenis in de 13e eeuw. Vanaf de 15e eeuw wordt ze gerekend tot de adel van het Heilige Roomse Rijk. Tussen het einde van de 15e eeuw en het begin van de 16e eeuw vestigen enkele Hallers zich in het Hongarije en het vorstendom Zevenburgen, waarmee de Hongaarse tak van de familie zich afsplitst van de Duitse. Beide takken staan nog tot het einde van de 17e eeuw met elkaar in verbinding, ook al doet de Hongaarse tak de Duitse verbleken op vlak van rijkdom en aanzien. De Duitse tak heeft zich verspreid over Pruisen, Beieren en Oostenrijk.

### Duitse tak
Heinricus Hallere wordt voor het eerst vernoemd in 1205 in het gevolg van de hertogen van Andechs-Meran en Ulricus Hallar, een rechter uit Innsbruck, wordt in 1230 vermeld in een documen van graaf Albrecht van Tirol. Ulrich Haller wordt in 1297 genoemd als consul in Neurenberg en vertrouweling van keizer Lodewijk de Beier. De Hallers vergaren een groot fortuin in de handel, met zakelijke contacten in Keulen, Lyon, Bologna en Venetië, maar ook in Oostenrijk en Hongarije. In de 17e eeuw werden de Duitse Hallers rijksridders. Johann Sigmund Haller (1723–1805) wordt in 1790 met zijn familie tot baron verheven.

#### Vooraanstaande leden
- Bertold Haller (†1379), financier van keizer Karel IV
- Wilhelm Haller von Hallerstein (†1504), raadgever van Karel de Stoute, hertog van Bourgondië
- Wolf Haller von Hallerstein (1492–1559), raadgever van keizer Karel V
- Karl Haller von Hallerstein (1774-1817), Duits archeoloog
- Johann Sigmund Haller von Hallerstein (1723–1805), burgemeester van Neurenberg

### Hongaarse tak

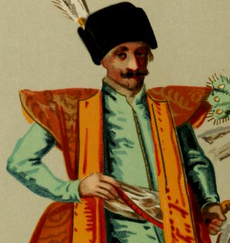
János Haller (1626-1697), oppergespan van Torda

De Hongaarse linie ontving in 1699 de titel van baron en in 1713 die van graaf.

#### Vooraanstaande leden
- Péter Haller (1500-1570), koninklijk raadgever die door keizer Ferdinand I naar Zevenburgen wordt gestuurd, waar hij vanaf 1552 graaf der Saksen wordt.
- Baron István Haller (†1710), gouverneur van Zevenburgen
- János Haller (1692-1756), gouverneur van Zevenburgen
- Ferenc Haller (1795-1875), de laatste hofkanselier van Zevenburgen
- István Haller (1880-1964), Hongaars minister van Godsdienst en Onderwijs